# قائمة قلاع الولايات المتحدة

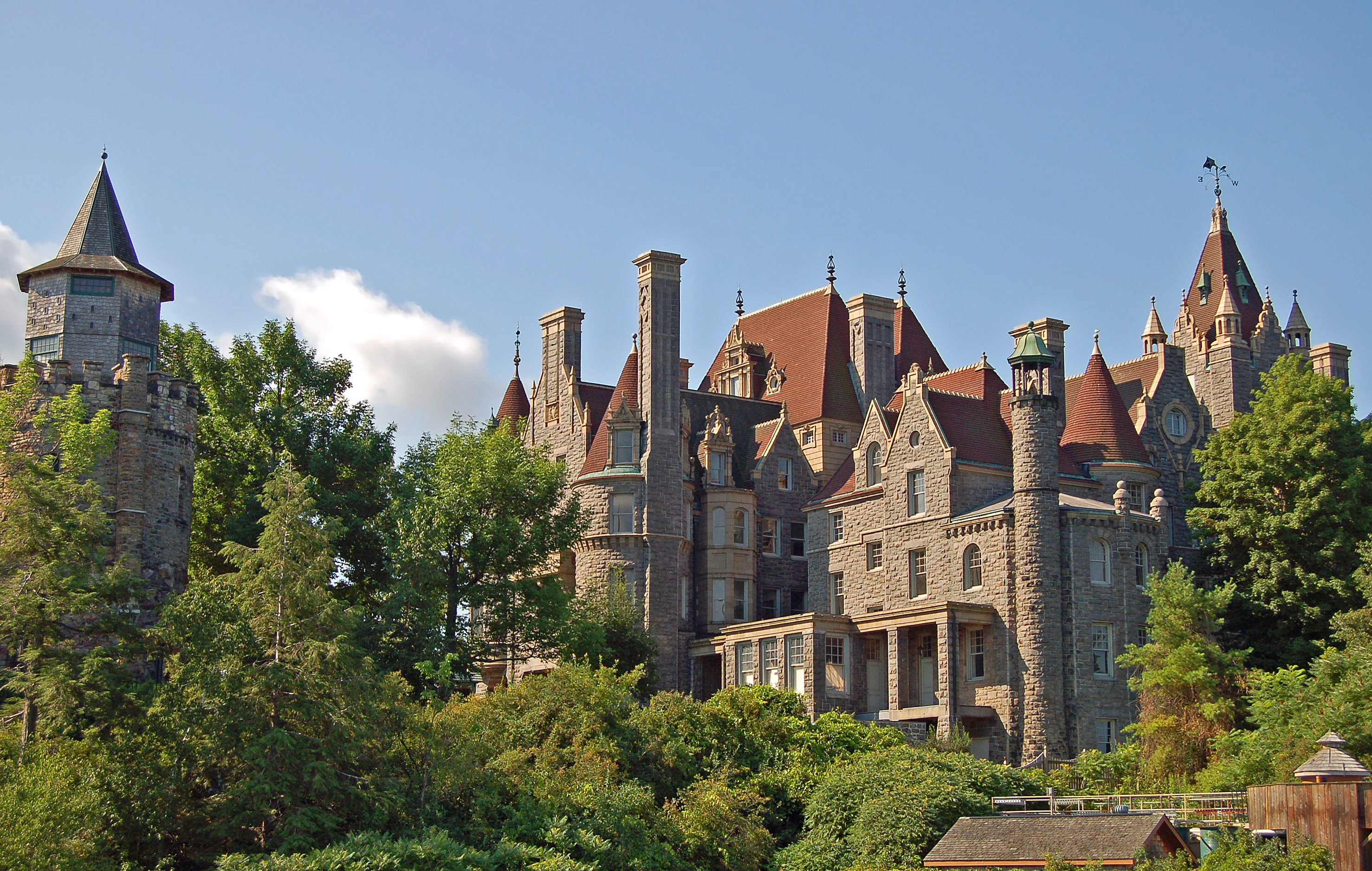
قلعة بولدت

القَلْعَة هو حصن منيع يشيَّد في موقع يصعب الوصول إليه، وغالبًا ما يكون على قمة جبل أو مشرفًا على بحر، وقد وجد بعضها مشيداً على أرض منبسطة.

## قائمة قلاع الولايات المتحدة
تحتوي هذه القائمة على أسماء القلاع في الولايات المتحدة.
- قلعة الجميلة النائمة
- قلعة المرجان
- قلعة هارست
- قلعة بولدت